# K–152 Nyerpa

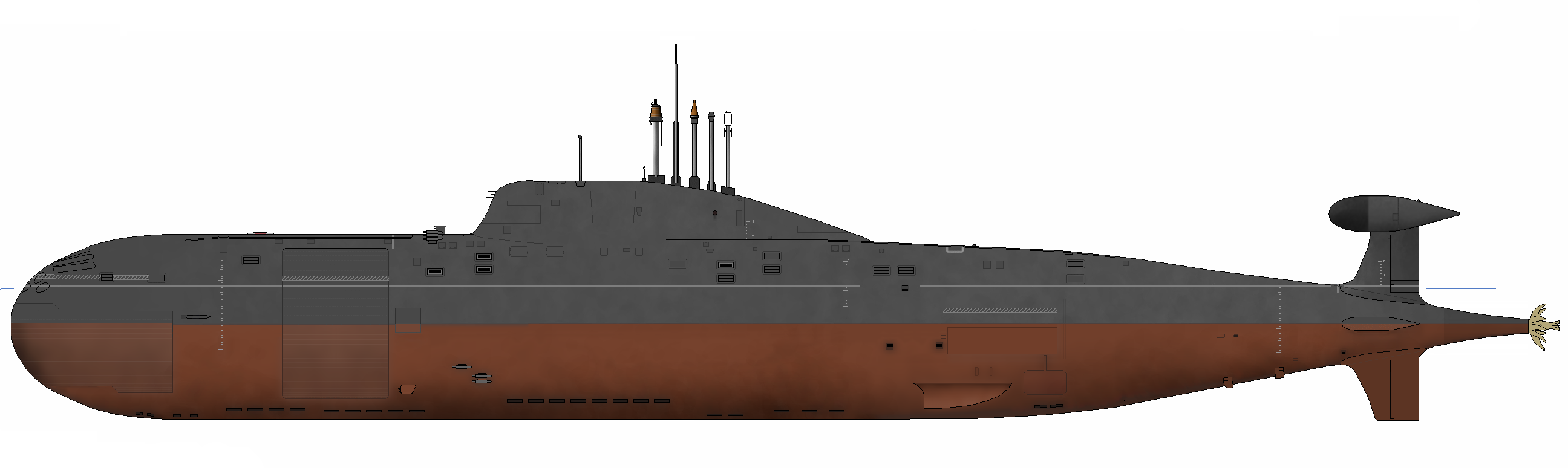
A 971U Scsuka–B típusú tengeralattjáró rajza

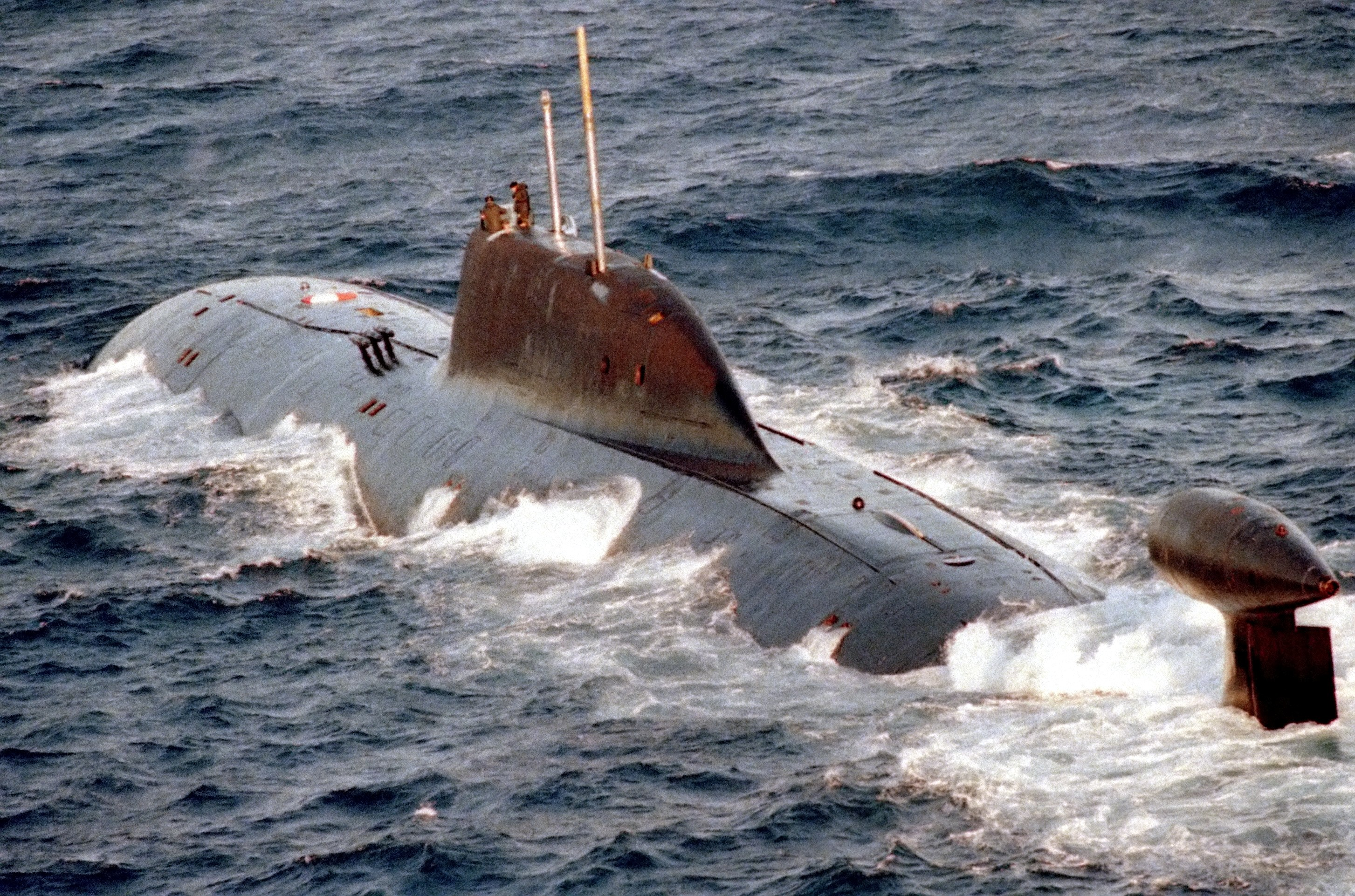
Egy Akula osztályú tengeralattjáró a Balti-tengeren

A K–152 Nyerpa az Orosz Haditengerészet 971 Scsuka–B típusú (NATO-kódja: Akula II) atommeghajtású vadász-tengeralattjárója. A komszomolszki Amuri Hajógyárban építették, 2006-ban bocsátották vízre. Oroszország 2004-ben állapodott meg Indiával, hogy egy másik hasonló hajóval együtt bérbe adja az Indiai Haditengerészetnek. A hajó átadását eredetileg 2007 augusztusára tervezték, de ezt el kellett halasztani, mert az Amuri Hajógyár tíz hónapra felfüggesztette az építését és a hajó árát közben 785 millió amerikai dollárra emelte. Az indiai fél ezzel nem értett egyet. Az újabb megállapodás szerint az átadásra 2008. június 15-én került volna sor 650 millió USD-s áron 10 éves időtartamra, de ezt is elhalasztották. A legutolsó álláspont szerint a hajót 2009 decemberében adják át az Indiai Haditengerészetnek, ahol Csakra néven áll majd szolgálatba. Az Orosz Haditengerészet a hajót ez év december 28-án vette át.
2008. november 8-án a Japán-tengeren tartott tengeri próbaút során a hajó balesetet szenvedett. A hajó orrában lévő rekeszekben működésbe lépett a freont használó tűzoltó berendezés, ennek következtében 20 fő életét vesztette, 21 fő megsérült. A halálos áldozatok közül hat fő tengerész, 14 fő polgári személy, a tengeralattjárót építő hajógyár alkalmazottja. A baleset idején 208 személy tartózkodott a tengeralattjárón, mely a mentést követően az Admiral Tribuc romboló és a Szajana mentőhajó kíséretében önerejéből hajózott be az orosz Csendes-óceáni Flotta egyik tengermelléki ideiglenes bázisára.

## Külső hivatkozások
- A Gazeta.ru cikkei a K–152 tengeralattjáró balesetéről (oroszul)